# アラジン (2019年の映画)
『アラジン』（原題: Aladdin）は、2019年のアメリカ合衆国のミュージカル・ファンタジー映画。『千夜一夜物語』の『アラジンと魔法のランプ』に基づき1992年に制作されたディズニーの長編アニメーション映画作品『アラジン』の実写リメイク作品である。

## ストーリー
船に乗って旅をしている家族。その父親が2人の子どもにアラジンの物語を聞かせることから始まる。
アグラバーの町で猿のアブーとともに暮らす貧しい青年アラジン。市場へ繰り出しては盗みを働いていた彼は、ある日、変装した王女ジャスミンと出会う。アラジンは侍女のふりをしたジャスミンと心を通わせるが、アブーが彼女の母の形見である腕輪を盗んだことで幻滅されてしまう。アラジンは腕輪を返すために王宮に忍び込み、ジャスミンとの再会を果たすが、衛兵に捕らえられる。国務大臣のジャファーは、ジャスミンが王女であることをアラジンに教え、チャンスを与えると言って、魔法の洞窟に入って魔法のランプを取ってくるよう命じる。
アブーとともに洞窟に入ったアラジンは、岩に挟まれていた魔法の絨毯を助け、ランプを取ることに成功するが、アブーが「ランプ以外の財宝に触ってはいけない」という掟を破って宝石に触れたことで、洞窟に閉じ込められてしまう。途方に暮れたアラジンだったが、絨毯の指示でランプをこすったところ、ランプの中から魔人ジーニーが出現。ジーニーはランプをこすりながら願い事を言えば3つかなえると言う。アラジンはジーニーの目をごまかして願い事を言ったふりをして魔法を使わせて洞窟から脱出すると、1つめの願いで架空の国「アバブワ」の王子・アリとして名前と服装を変え、ジャスミンのもとへと向かう。

## 登場キャラクター
アラジン
本作の主人公。
アグラバーに暮らす貧しい青年。市場でコソ泥として生活をしている。ジャスミンと出会い、恋に落ちる。
アニメ版と比較すると気弱で不器用な面が強調されている。
ジーニー
ランプの魔神。
3つまで願いをかなえることができる。アニメ版と比べ、やや皮肉屋なところがある。また、アニメ版とは異なりアラジンを「アル」の愛称では呼ばず「坊や」と呼び、願い事の制限も死者蘇生と恋愛は挙げているが、殺人については言及していない。
ランプから出てきた当初は数メートルの巨体だったが、アラジンと同じくらいの背丈の人間に姿を変えることも可能で、ジャスミン達の前では、アリ王子（アラジン）の従者として振る舞っている。
ジャスミン
本作のヒロインで、アグラバーの王女。
自分を他国の王子と結婚させようとする父・サルタンや、武力で他国を支配しようとするジャファーに反発している。
アニメ版と比較すると宮殿の外に出られないことへのコンプレックスが強調されている。
ジャファー
本作のディズニー・ヴィランズ。アグラバーの国務大臣。
魔法のランプを手に入れ、アグラバーを支配しようとする。また、他国を武力で制圧してでも勢力を拡大しようと目論んでいる。
アニメ版と比較すると若くなっており、出番が減少している。しかし、アニメ版では語られなかった大臣の地位に至るまでの経緯に触れられている。アラジンを騙して魔法の洞窟に向かわせる際、アニメ版では自らの魔法で痩せこけた老人に変装していたが、実写版では変装していない。
イアーゴ
ジャファーの忠実なしもべのベニコンゴウインコ。
声真似が得意。非常に利口ながら、人間並みの知能とジャファー以上の饒舌を持っていたアニメ版ほどでは無い。
実写映画版独自の展開として、ジャファーの魔法により巨大な怪鳥に変身し、魔法の絨毯に乗ったアラジン達と空中戦を繰り広げる。
サルタン
アグラバーの国王で、ジャスミンの父。
妻を亡くして以来、ジャスミンに過保護気味になっている。
アニメ版と比較すると、無邪気さやのんきな雰囲気は見られず国王らしい威厳のある人物となっている。
実写版の終盤では娘であるジャスミンとアグラバーの国民を守る為に体を張ってジャファーに立ち向かう勇気を見せた。
ダリア
ジャスミンの侍女でありよき友人のような存在でもある。
終盤でアラジンの願いでランプの魔神としての呪縛から解放され人間になったジーニーと一緒に旅をしようと結ばれ、冒頭に出てきた2人の子ども、リアンとオマールを授かった。
アニメ版には登場しない実写映画版のオリジナルキャラクター。
ハキーム
サルタン国王の衞士隊長で王族への忠誠心が高く部下からの信頼が厚い。
彼が子供の頃は父親と一緒に王宮で働いた過去を持つ。青年の頃はアグラバーを守る衞士の一員になった。
アブー
アラジンの相棒のサル。
言葉は話さないが、鳴き声でコミュニケーションを取る。盗みの天才だが区別ができずジャスミンの母の形見の腕輪を盗んでしまい、幻滅された。
ラジャー
ジャスミンのペットのトラ。
ジャスミンが幼い頃からの親友で、彼女の命令しか聞かない。
リアン、オマール
映画の冒頭部分に登場した2人の子ども。
リアンが女の子でオマールが男の子。人間になったジーニーとダリアの子どもである。
魔法の絨毯
洞窟内にいた、意思を持つ空飛ぶ絨毯。
岩に挟まれて身動きが取れなくなっているところをアラジンとアブーに助けられ、彼らと行動を共にする。ジーニーとは長い付き合い。
魔法の洞窟
喋る洞窟。入れるのは「ダイヤの原石」のみ。
アニメ版ではトラの顔の形をしていたが、本作ではライオンに変更されている。

## キャスト
| 役名           | 俳優                       | 日本語吹替 |
| -------------- | -------------------------- | --- |
| アラジン       | メナ・マスード             | 中村倫也 |
| ジーニー       | ウィル・スミス             | 山寺宏一 |
| ジャスミン     | ナオミ・スコット           | 木下晴香 |
| ジャファー     | マーワン・ケンザリ         | 北村一輝 |
| サルタン       | ナヴィド・ネガーバン       | 菅生隆之 |
| ダリア         | ナシム・ペドラド           | 沢城みゆき |
| アンダース王子 | ビリー・マグヌッセン       | 平川大輔 |
| イアーゴ       | アラン・テュディック（声） | 多田野曜平 |
| ハキーム       | ヌーマン・アジャル         | 宮内敦士 |
| ラズール       | ロビー・ハインズ           | |
| オマール       | ジョーダン・A・ナッシュ    | 鈴木柊真 |
| リアン         | タリア・ブレア             | 稲葉菜月 |
| ジャマル       | アミール・ブートゥロス     | 山本兼平 |
| 魔法の洞窟     | フランク・ウェルカー（声） | 掛川裕彦 |
| その他         |                            | 浅野まゆみ 小宮和枝 内海安希子 隈本吉成 IKKAN 吉野貴宏 桜木可奈子 徳森圭輔 里卓哉 宮下弘充 田中英樹 露崎亘 加藤拓二 和優希 内田ゆう 大木理紗 大澤和音 川島和子 齋藤裕美子 aYano 鈴木佐江子 鈴木洋子 チューバック恵里子 メロディー・チューバック 原田真純 山田洋子 安西康高 石塚勇 石原慎一 大滝秀則 岡崎昌幸 奥田もとい 立花敏弘 谷藤秀樹 中野翔太 風雅なおと 渕上祥人 宮本聡之 |

## 製作
ディズニーのファンイベント「D23 Expo 2017」でキャストが発表された。
2017年8月、イギリスで撮影を開始した。

## 興行収入
|                                 | 動員 （万人） | 動員 （万人） | 動員 （万人） | 興収 （億円） | 興収 （億円） | 備考                                        |
| 週末                            | 週末          | 累計          | 週末          | 累計          |               | 備考                                        |
| ------------------------------- | ------------- | ------------- | ------------- | ------------- | ------------- | ------------------------------------------- |
| 1週目の週末 (2019年6月8日・9日) | 1位           | 76.6          | 96.0          | 11.2          | 14.0          |                                             |
| 2週目の週末 (6月15日・16日)     | 1位           | 75.7          | 250.0         | 11.0          | 35.8          |                                             |
| 3週目の週末 (6月22日・23日)     | 1位           | 69.1          | 385.7         | 10.0          | 55.2          |                                             |
| 4週目の週末 (6月29日・30日)     | 1位           | 61.1          | 504.9         | 8.8           | 72.2          |                                             |
| 5週目の週末 (7月6日・7日)       | 1位           | 46.8          | 598.6         | 7.0           | 85.6          |                                             |
| 6週目の週末 (7月13日・14日)     | 3位           | 35.0          | 690.4         | 4.9           | 98.4          | 累計動員および累計興収は7月15日までのもの。 |
| 7週目の週末 (7月20日・21日)     | 4位           | 19.3          | 730.5         | 2.9           | 104.2         | 7月17日に令和初の興行収入100億円を達成。    |
| 8週目の週末 (7月27日・28日)     | 6位           |               | 767.5         | 2.1           | 109.5         |                                             |
| 9週目の週末 (8月3日・4日)       | 9位           |               | 797.1         | 1.3           | 113.6         |                                             |
| 最終                            |               |               | 844.0         |               | 121.6         |                                             |

## 続編
2019年7月、ディズニーが続編を企画していることが分かった。その際にはストーリーは1994年にリリースされたビデオ作品で、アニメーション版『アラジン』の続編にあたる『アラジン／ジャファーの逆襲』が基になるとのことであったが、2020年2月、実写版の続編はアニメーション版の続編を基にすることはせず、完全オリジナル作品になると語っている。

## テレビ放映
| 回数 | 放送局     | 放送枠                    | 放送形態       | 放送日         | 放送時間      | 放送分数 | 平均世帯 視聴率 | 備考           | 出典   |
| ---- | ---------- | ------------------------- | -------------- | -------------- | ------------- | -------- | --------------- | -------------- | ------ |
| 1    | 日本テレビ | 金曜ロードショー（第2期） | 本編ノーカット | 2021年5月21日  | 21:00 - 23:29 | 149分    | 12.7%           | テレビ初放送   | [ 20 ] |
| 2    | 日本テレビ | 金曜ロードショー（第2期） | 本編ノーカット | 2024年3月1日   | 21:00 - 23:14 | 134分    | 8.0%            | 放送枠20分拡大 | [ 21 ] |
| 3    | フジテレビ | 土曜プレミアム            | 本編ノーカット | 2024年11月30日 | 21:00 - 23:30 | 150分    | 4.8%            | 放送枠20分拡大 |        |